# Stiftelsen

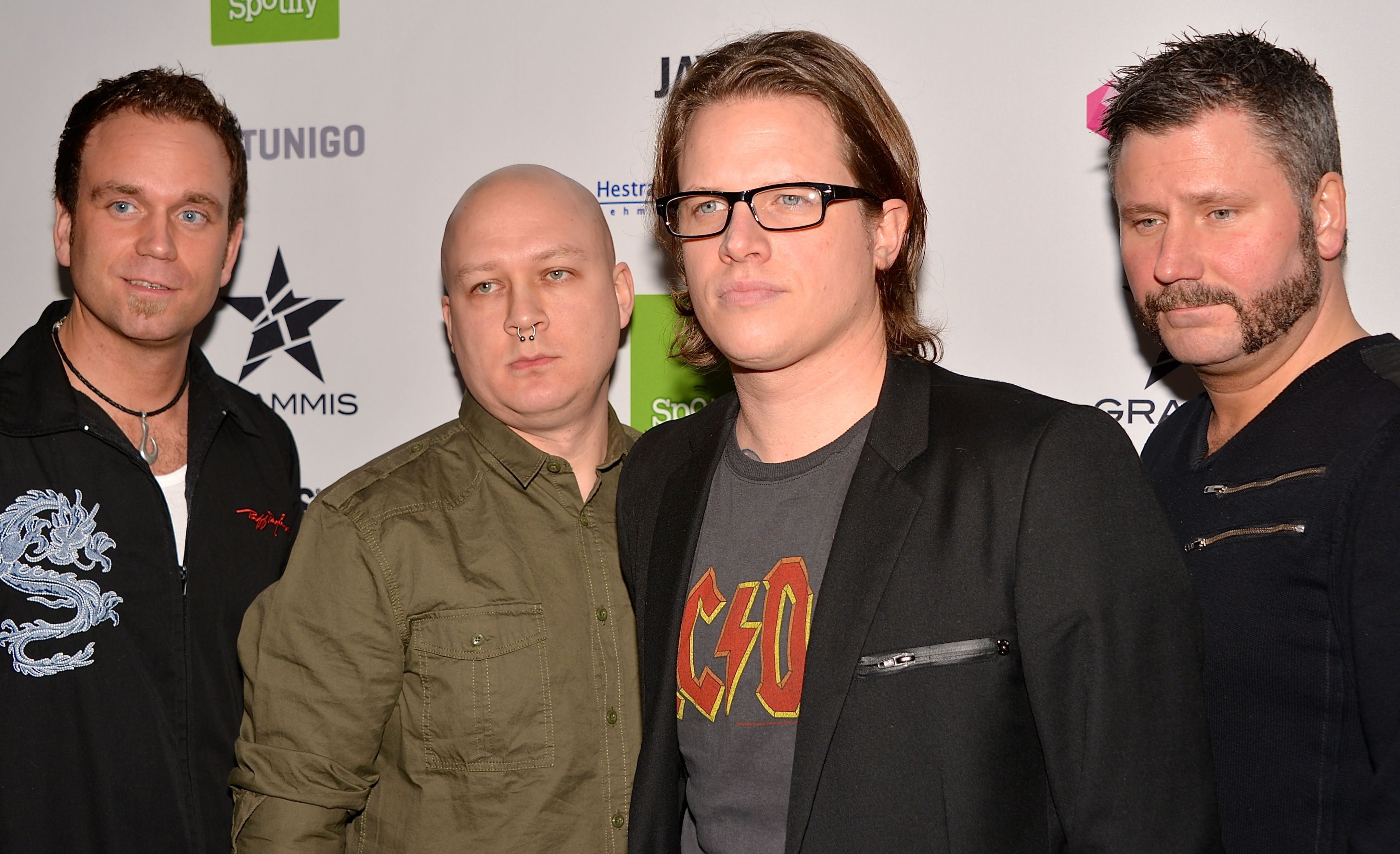
Stiftelsen (2013)

Stiftelsen ist eine schwedische Poprockband aus Ljungaverk.

## Bandgeschichte
Nach dem dritten Nummer-eins-Album in Folge von Takida beschloss Robert Pettersson, der Sänger der Band, 2011 eine Auszeit zu nehmen. Mit drei Jugendfreunden, dem Gitarristen Mikael Eriksson, dem Bassisten Arne Johansson und dem Schlagzeuger Martin Källström, hatte er bereits ein Jahr zuvor eine zweite Band mit dem Namen Stiftelsen gegründet. Benannt ist sie nach dem gleichnamigen Wohngebiet in ihrer gemeinsamen Heimatstadt Ljungaverk. Mit der Band wollte Pettersson auch eine Alternative zum schwermütigen Rock von Takida schaffen und sich lockeren, popigeren Klängen und einem breiteren Stilmix zuwenden. Außerdem schreibt er die Stiftelsen-Texte nicht in Englisch, sondern in seiner schwedischen Muttersprache.
Gleich mit dem ersten Lied Vart jag än går hatte das Quartett im Sommer 2012 einen großen Erfolg. Sechs Wochen stand es auf Platz eins und wurde mittlerweile mit 10-fach-Platin ausgezeichnet. Es ist eines der erfolgreichsten Lieder der schwedischen Chartgeschichte und übertraf mit 64 Hitparadenwochen den Hit Curly Sue von Takida um eine Woche. Das Debütalbum Ljungaverk schaffte es danach nur auf Platz zwei, aber fünf weitere Lieder des Albums waren noch in den Charts vertreten.
Nicht einmal ein Jahr nach der ersten Veröffentlichung folgte mit En annan värld der erste Song des zweiten Albums. Anfang November 2013 erschien dann Dopet und stieg sofort auf Platz eins der Albumcharts ein.

## Mitglieder
- Robert „Robban“ Pettersson, Sänger
- Mikael „Micke“ Eriksson, Gitarrist
- Arne Johansson, Bassist
- Martin Källström, Schlagzeuger

## Diskografie

### Alben
| Jahr | Titel                      | Höchstplatzierung, Gesamtwochen, AuszeichnungChartsChartplatzierungen (Jahr, Titel, Platzierungen, Wochen, Auszeichnungen, Anmerkungen) | Anmerkungen                              |
| Jahr | Titel                      | SE | Anmerkungen                              |
| ---- | -------------------------- | --- | ---------------------------------------- |
| 2012 | Ljungaverk                 | SE2 ×2Doppelplatin · (124 Wo.)SE | Erstveröffentlichung: 26. September 2012 |
| 2013 | Dopet                      | SE1 Gold · (24 Wo.)SE | Erstveröffentlichung: 30. Oktober 2013   |
| 2015 | Kom som du är              | SE2 (22 Wo.)SE | Erstveröffentlichung: 25. März 2015      |
| 2017 | Allting låter som Slipknot | SE1 (19 Wo.)SE | Erstveröffentlichung: 20. Januar 2017    |
| 2020 | Moder jord                 | SE5 (3 Wo.)SE | Erstveröffentlichung: 28. August 2020    |
| 2022 | En vampyr har alltid fest  | SE54 (1 Wo.)SE | Erstveröffentlichung: 25. Februar 2022   |

### Singles
| Jahr | Titel Album                        | Höchstplatzierung, Gesamtwochen, AuszeichnungChartsChartplatzierungen (Jahr, Titel, Album, Platzierungen, Wochen, Auszeichnungen, Anmerkungen) | Anmerkungen                            |
| Jahr | Titel Album                        | SE | Anmerkungen                            |
| ---- | ---------------------------------- | --- | -------------------------------------- |
| 2012 | Vart jag än går Ljungaverk         | SE1 ×10Zehnfachplatin · (73 Wo.)SE |                                        |
| 2012 | Härifrån Ljungaverk                | SE30 Platin · (9 Wo.)SE |                                        |
| 2012 | Ur balans Ljungaverk               | SE21 Platin · (8 Wo.)SE |                                        |
| 2012 | Vildhjärta Ljungaverk              | SE46 Platin · (2 Wo.)SE |                                        |
| 2012 | Du är ju allting Ljungaverk        | SE57 Gold · (1 Wo.)SE |                                        |
| 2012 | Nu får du gå hem ... Ljungaverk    | SE55 Platin · (2 Wo.)SE |                                        |
| 2013 | En annan värld Dopet               | SE17 ×2Doppelplatin · (26 Wo.)SE |                                        |
| 2016 | Darling Allting låter som Slipknot | SE92 (1 Wo.)SE |                                        |
| 2018 | När kallt möter kallt Moder jord   | SE83 (1 Wo.)SE | Erstveröffentlichung: 9. März 2018     |
| 2018 | Vi gör det igen Moder jord         | SE77 (1 Wo.)SE | Erstveröffentlichung: 12. Oktober 2018 |